# گرین گرس (داکوتای جنوبی)
گرین گرس(به انگلیسی: Green Grass) شهری در ایالت داکوتای جنوبی کشور ایالات متحده آمریکا است که جمعیت آن در سرشماری سال ۲۰۱۰ میلادی، ۳۵ نفر بوده‌است.